# Yenikızılcaören, Kütahya
Yenikızılcaören là một xã thuộc thành phố Kütahya, tỉnh Kütahya, Thổ Nhĩ Kỳ. Dân số thời điểm năm 2008 là 55 người.